# مقاطعة هنتنغتون (إنديانا)
مقاطعة هنتنغتون (بالإنجليزية: Huntington County, Indiana)‏ هي إحدى مقاطعات ولاية إنديانا في الولايات المتحدة. تأسست سنة 1832، بلغ عدد سكانها 37124 نسمة في عام 2010 حسب إحصاء مكتب تعداد الولايات المتحدة وتصل الكثافة السكانية فيها 37.46 نسمة/كم2.

## أعلام
- صموئيل إي. كوك
- جورج دبليو. راوش

## وصلات خارجية
- United States Counties